# Hedwiga de Franța
Hedwiga (sau Advisa) (n. cca. 1003–1063) a fost fiică a regelui Robert al II-lea al Franței cu Constanța de Arles.
Hedwiga a fost căsătorită cu Renauld I de Nevers, conte de Nevers în 25 ianuarie 1016, cu care a avut următorii copii:
- Guillaume (n. cca. 1030–1083/1097), care a succedat la conducerea comitatului
- Henric (d. 1067)
- Guy (d. 1067)
- Robert (n. cca. 1035–d. 1098), baron de Craon
- Adelaida